# Catoria subalbata
Catoria subalbata är en fjärilsart som beskrevs av W. Warren 1905. Catoria subalbata ingår i släktet Catoria och familjen mätare. Inga underarter finns listade i Catalogue of Life.